# Hanna Hilton
Hanna Hilton (Brookville, Indiana; 31 de octubre de 1984) es una actriz pornográfica estadounidense.

## Biografía
Hanna Hilton fue una animadora en la escuela secundaria y trabajaba a tiempo parcial en un Dairy Queen en Connersville. Posteriormente, ejerció como modelo de lencería de baño hasta que un agente descubrió sus fotos en internet convenciéndola para que se mudara a Los Ángeles.
Su primera sesión de fotos para adultos se produjo en diciembre de 2006 para Penthouse como Pet del mes. Tras ello, y con la aprobación de su novio, Jack Venice (un actor porno posteriormente condenado por violación), Hanna Hilton decidió dar el salto al cine para adultos. Su primera escena heterosexual se produjo en una escena de Brazzers con Jack Venice en abril de 2008.
Poco después, en mayo, firmó con Vivid Entertainment un contrato en exclusiva en el cual solo podía realizar escenas heterosexuales con Jack Venice, padre de su hijo. Su debut con la compañía fue en la película Meggan and Hanna Love Manuel.
Fuera del porno ha realizado un cameo en la película Surrogates.
En septiembre de 2009, Vivid confirmó que la actriz, que sigue bajo contrato, ha decidido hacer una pausa en su carrera sin hacer públicos ni los motivos y la duración de la misma.

## Vida personal
En una entrevista publicada en septiembre de 2008 en Xcitement magazine, Hilton afirmó que tenía un hijo de cuatro años de edad, fruto de su relación con el actor Jack Venice.

## Premios
- Twistys Treat of the Month - Miss November 2006[8]
- Penthouse Pet of the Month December 2006[4]
- Hustler Honey - January 2007
- Booble Girl of the Month May 2007[9]
- Booble Girl of the Month - July 2008[4]
- Wrestlinginc Girl of the Month April 2009[10]